# Cal Pastoret de Sant Serni
Cal Pastoret és una casa rural del nucli de Sant Serni, al municipi de Torà (Solsonès), inclosa a l'Inventari del Patrimoni Arquitectònic de Catalunya.

## Situació
Sant Serni es troba al nord-est de la vila de Torà, enmig dels camps dels vessants de l'esquerra de la riera de Llanera. S'hi va prenent el ramal asfaltat que surt de la carretera de Torà a Ardèvol, a 5,7 km. de Torà(41° 49′ 56″ N, 1° 27′ 27″ E / 41.832219°N,1.457389°E). El desviament està molt ben senyalitzat. Només 1,5 km. fins a San Serni. Cal Pastoret està poc més enllà de l'església de Santa Maria. Seguint la pista es faria cap a la masia de Miralles.

## Descripció
La casa té quatre façanes i tres plantes.

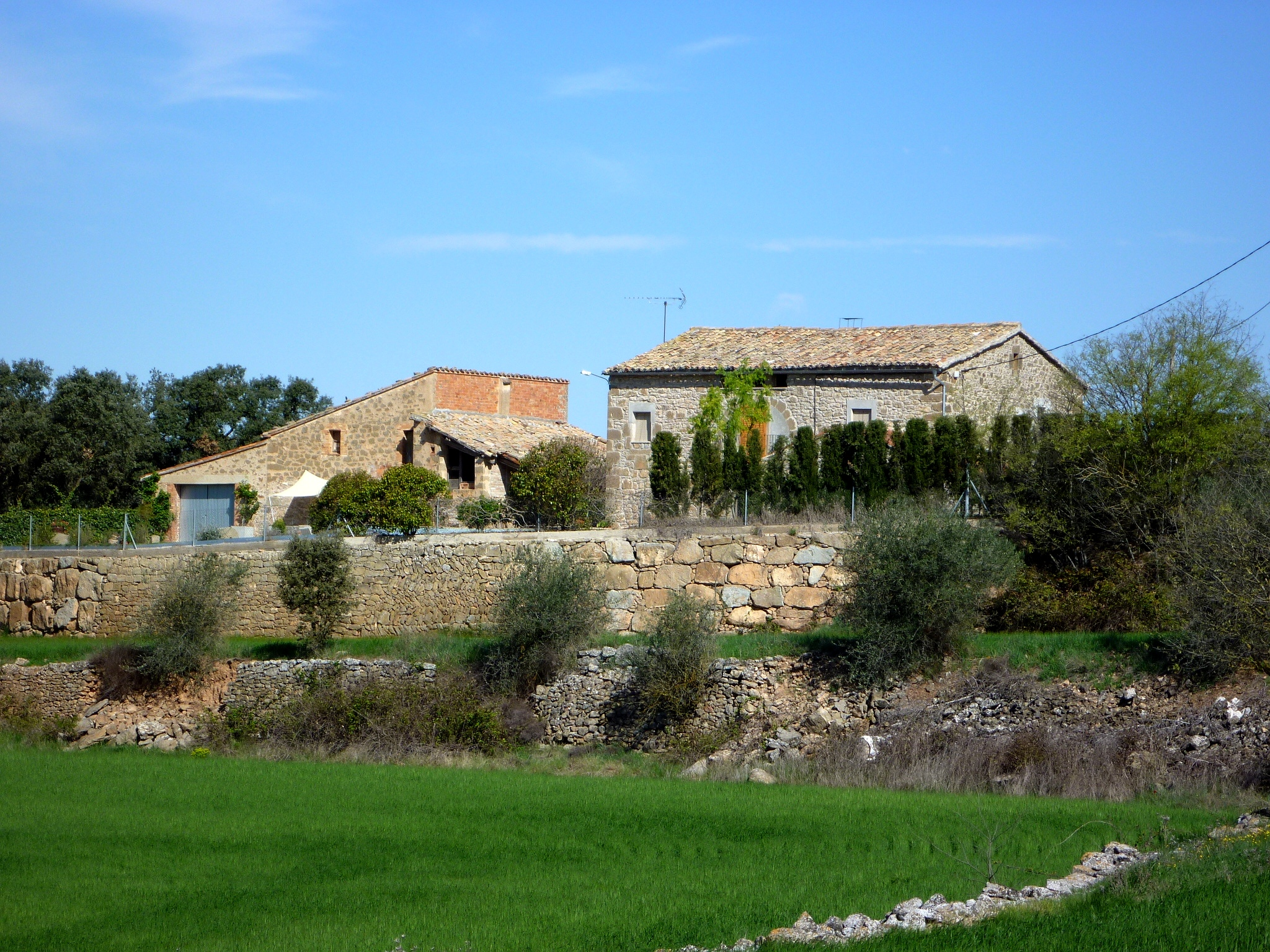
Una altra perspectiva de la casa

La façana principal es troba dins d'un pati tancat. S'hi accedeix per una entrada enreixada orientada al nord. La façana principal (sud), té una entrada rectangular a la planta baixa, a la seva esquerra hi ha una petita finestra. A la planta següent, al centre hi ha un balcó al qual s'accedeix per una entrada acabada en arc. A cada banda d'aquest hi ha una finestra. A la darrera planta hi ha tres obertures juntes. A la façana est, a la planta baixa hi ha annexats dos petits edificis. A la planta següent hi ha dues finestres, i a la darrera una de petita. A la façana nord, a la planta baixa hi ha dues finestres al centre, a l'esquerra hi ha una petita espitllera. A la planta següent hi ha dues finestres amb llinda de pedra. A la darrera hi ha una petita finestra. A la façana oest hi ha una finestra a cada planta.
La coberta és de dos vessants (nord-sud), acabada amb teules.
Davant de la façana oest, hi ha un edifici que tenia funció agrícola i ramadera de senzilla construcció.